# 묘법연화경 권제1
묘법연화경 권제1(妙法蓮華經 卷第一)은 대한민국 경상남도 창원시에 있는 묘법연화경권이다. 2005년 7월 21일 경상남도의 유형문화재 제432-1호로 지정되었다.

## 개요
鳩摩羅什 著의 묘법연화경 제1권으로 折帖裝 목판본으로 간기는 없으나 지질, 판식 등으로 보아 14세기에 인간된 것으로 보임.
折帖裝은 권자본에 이어 고려 중후기에 많이 인행된 것으로 서지학적으로 중요한 자료로 취급되고 있는데 본 불경의 경우 인쇄상태가 아주 선명하므로 불경연구, 서지학연구 및 장정연구 등에 아주 귀중한 자료이다.

## 참고 자료
- 묘법연화경 권제1 - 국가유산청 국가유산포털